# فتحي محمود
فتحي محمود (1918 - 1982)، هو نحات وخزاف مصري راحل، يعد أحد تلاميذ محمود مختار. من أشهر أعماله تمثال ميدان طلعت حرب في القاهرة، وتمثالي: الأشرعة البيضاء وتمثال أوروبا الموجود بمكتبة الإسكندرية، والنصب التذكاري لشهداء طلاب جامعة القاهرة عام 1955، حصل على الميدالية الفضية من معرض بروكسل الدولي عام 1958، وتوفي عام 1982.

## حياته

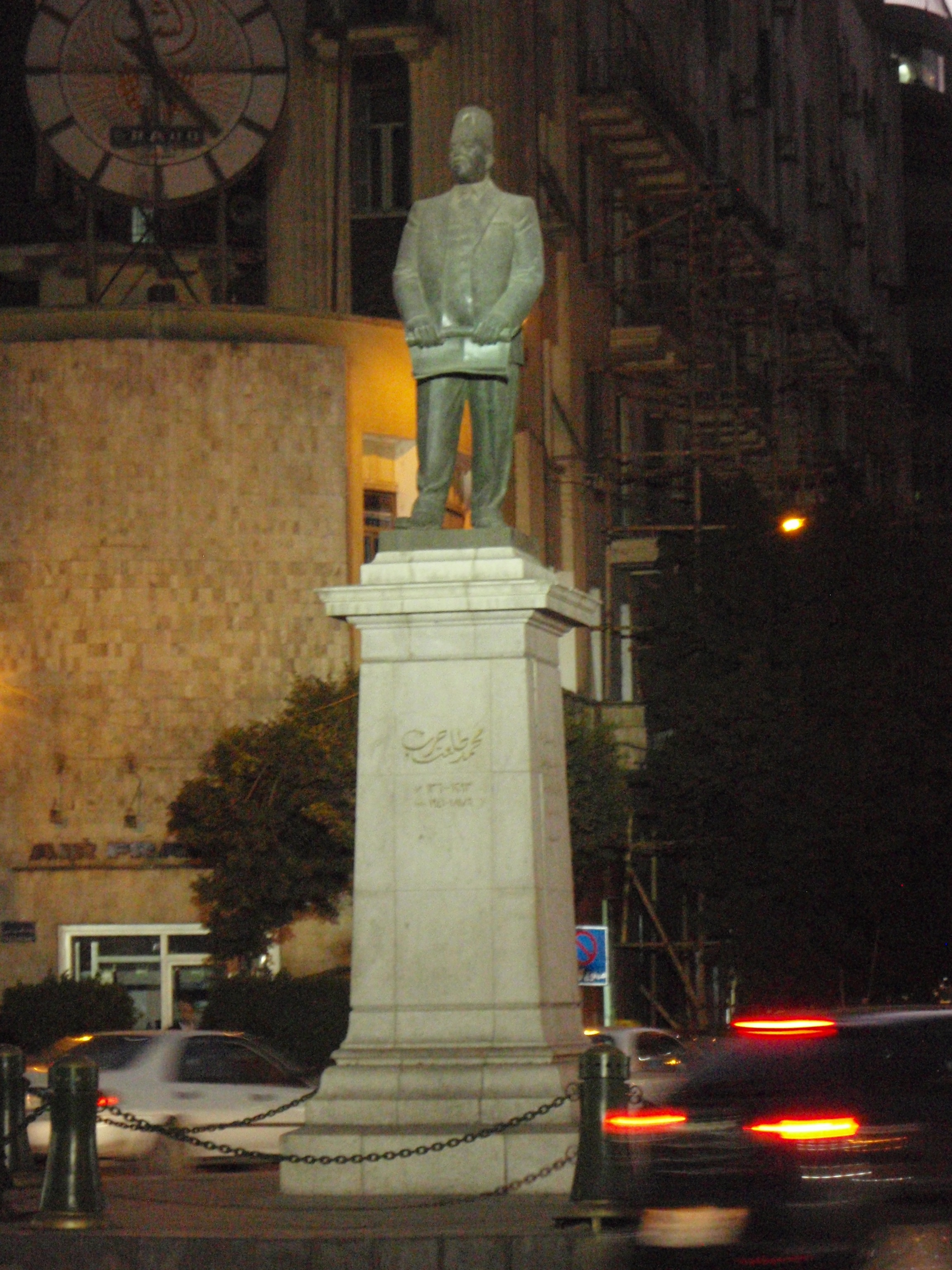
تمثال ميدان طلعت حرب بالقاهرة.

وُلد عام 1918. حصل على بكالوريوس الفنون التطبيقية، قسم النحت عام 1938، ودراسات في النحت والخزف في فرنسا عام 1951. تتلمذ على يد أستاذه في كلية الفنون التطبيقية محمود مختار.
سافر إلى فرنسا لدراسة فن النحت والخزف عام 1951 وبدأ حياته الفنية متأثرا بالبيئة المصرية الصميمة وتلميذا مخلصا لتعاليم الفنان «بورديل» وكان يهتم بالتجسيم والحركة العنيفة وقد فاز بجائزة مختار السنوية 4 مرات وقد أقام على عمائر المهندس سيد كريم مجموعة من النحت البارز علي المباني مثل نقابة الصحفيين والغرفة التجارية ونادي الضباط وعمارة «برج الزمالك» وغيرها.
أنشأ مصنعا للخزف والسباكة وصناعة الأثاث عام 1952 وقد أقام تمثالا ميدانيا لطلعت حرب في القاهرة ونصبا تذكاريا لشهداء الجامعة بجامعة القاهرة وتمثال طلعت حرب بالزقازيق وتمثال الطب ينقذ الإنسانية في مدينة القصاصين وتمثال عروس البحر والأشرعة المنطلقة أمام السلسلة بالإسكندرية عام 1968 وتمثال الغزالين بالإسكندرية وعند بداية طريق الأهرام بالجيزة بالإضافة إلى المجموعات النحتية المتكررة بشارع الأهرام بالجيزة.
نقلت أمام مداخل مدن الجيزة وله 40 عملا جداريا علي المباني من بينها نحت بارز في مطار القاهرة وآخر في محطة الركاب البحرية في الإسكندرية.

## المعارض الجماعية الدولية
- معرض بروكسل الدولي عام 1958.

## جوائز وتكريمات

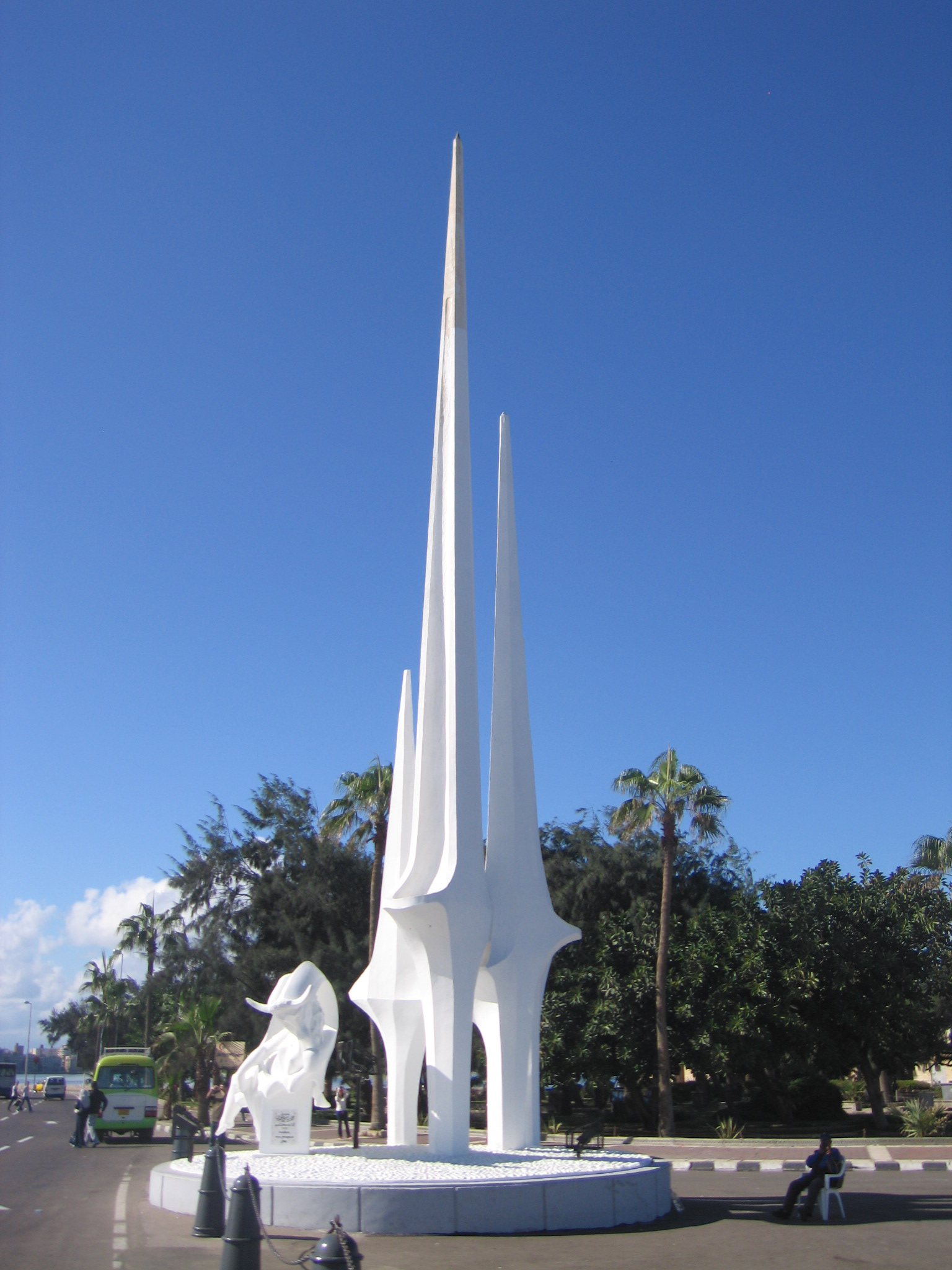
تمثال الأشرعة البيضاء بالإسكندرية. أنشاه الفنان فتحي محمود عام 1962، والتمثال عبارة عن وحش برأس ثور وجسد مموج مثل البحر يحتضن امرأة جميلة أشبه بعروس البحر.

### الجوائز المحلية
- حصل على 23 جائزة أولى في فن النحت خلال حياته.
- فاز بجائزة مختار أربع مرات.
- جائزة تمثال الجندي المجهول.

### الجوائز الدولية
- حصل على الميدالية الفضية من معرض بروكسل الدولي عام 1958.

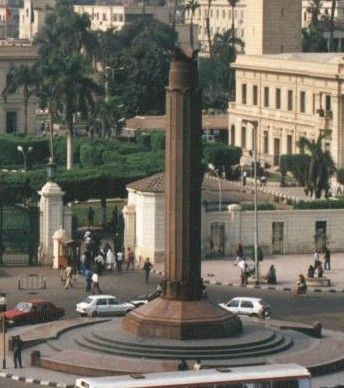
النصب التذكاري لشهداء جامعة القاهرة.

## مقتنيات رسمية
- عمل جداري نحت بارز في مطار القاهرة الدولي.
- عمل جداري في محطة الركاب البحرية في الإسكندرية.
- أقام مع المهندس سيد كريم مجموعة من النحت البارز على المبانى العامة مثل نقابة الصحفيين والغرفة التجارية ونادي الضباط وعمارة برج الزمالك.

## أشهر أعماله
- أقام تمثال ميدان طلعت حرب في القاهرة.
- عمل النصب التذكاري لشهداء طلاب جامعة القاهرة عام 1955 تخليداً لذكرى نضال شهداء الجامعة من الطلاب في مظاهرات تعديل الدستور عام 1935.[6]
- تمثال ميدان طلعت حرب بالزقازيق.
- تمثال الطب ينقذ الإنسانية في مدينة القصاصين.
- تمثال عروس البحر والأشرعة المنطلقة أمام السلسلة بالإسكندرية.[7]
- تمثال الغزالين بالإسكندرية وعند بداية طريق الأهرام بالجيزة.
- المجموعة النحتية المتكررة بشارع الأهرام بالجيزة التي نقلت إلى مداخل مدن الجيزة.
- تمثال أوروبا الموجود بمكتبة الإسكندرية.[8]
- تمثال «الفلاحة المصرية» الموجود بمدخل مدينة الحوامدية التابعة لمحافظة الجيزة.

## وصلات خارجية
- جريدة الأهرام - دنيا الثقافة ـ نحات المعاني.. وشاعر الحجر